# Орора (Небраска)
Орора (енгл. Aurora) град је у америчкој савезној држави Небраска.

## Демографија
По попису из 2010. године број становника је 4.479, што је 254 (6,0%) становника више него 2000. године.
| Група             | 2000.         | 2010.         |
| Белци             | 4.108 (97,2%) | 4.306 (96,1%) |
| Афроамериканци    | 8 (0,2%)      | 16 (0,4%)     |
| Азијати           | 18 (0,4%)     | 9 (0,2%)      |
| Хиспаноамериканци | 66 (1,6%)     | 107 (2,4%)    |
| Укупно            | 4.225         | 4.479         |